# Patty Kempner
Patricia "Patty" Kempner, född 24 augusti 1942 i Augusta i Georgia, är en amerikansk före detta simmare.
Kempner blev olympisk guldmedaljör på 4 x 100 meter medley vid sommarspelen 1960 i Rom.